# Kawashima Hitoshi
Hitoshi Kawashima (sinh ngày 4 tháng 8 năm 1977) là một cầu thủ bóng đá người Nhật Bản.

## Sự nghiệp câu lạc bộ
Hitoshi Kawashima đã từng chơi cho Kashiwa Reysol.